# Nancy Grimm
Nancy Grimm (* 2. April 1979 in Nauen) ist eine deutsche Fremdsprachendidaktikerin, Amerikanistin und Sachbuchautorin.

## Werdegang
Nancy Grimm wuchs im Havelland in Ketzin und Wusterwitz auf. Nach dem Abitur 1998 an der von Saldern-Gymnasium Europaschule in Brandenburg an der Havel begann sie 1999 ein Studium der Anglistik/Amerikanistik, Literaturwissenschaft und Philosophie an der Universität Potsdam, welches sie 2004 abschloss. Von 2002 bis 2003 studierte sie an der State University of New York in Potsdam (USA).
Von 2004 bis 2015 arbeitete Nancy Grimm an der Friedrich-Schiller-Universität Jena als Wissenschaftliche Mitarbeiterin am Lehrstuhl für Englische Fachdidaktik. 2009 promovierte sie. Ihre Forschungs- und Lehrschwerpunkte liegen in der Literatur-, Kultur- und Mediendidaktik, der Bildungspolitik und der Lehrwerkevaluation und -entwicklung. Ab Oktober 2015 koordinierte sie als Wissenschaftliche Mitarbeiterin das Projekt „Praxissemester im Ausland“ im Rahmen des von Bund und Ländern aus Mitteln des Bundesministeriums für Bildung und Forschung geförderten Projektes „ProfJL - Professionalisierung von Anfang an im Jenaer Modell der Lehrerbildung“.
Neben der universitären Arbeit unterrichtete Nancy Grimm an verschiedenen schulischen Einrichtungen, so beispielsweise Englisch am Staatlichen Angergymnasium in Jena oder Linguistik an der Staatlichen Berufsbildenden Schule für Gesundheit und Soziales in Jena. Sie war Prüferin im Fach Phonetik/Linguistik in der Logopädenausbildung und dozierte bei Lehrerfortbildungen. Auch war Nancy Grimm Gutachterin und Mitglied des Editorial Boards der Viewfinderreihe bei Langenscheidt/Klett und Mitglied der Deutschen Gesellschaft für Fremdsprachenforschung, der Deutschen Gesellschaft für Amerikastudien und der Gesellschaft für die neuen englischsprachigen Literaturen.
Seit Oktober 2017 ist Nancy Grimm als Referentin für Medienbildung am Brandenburger Landesinstitut für Schule und Medien (LISUM) in Ludwigsfelde tätig.

## Akademische Abschlüsse
- 2004 Studienabschluss zur Magistra Artium (M.A.) in Anglistik/Amerikanistik, Literaturwissenschaft und Philosophie an der Universität Potsdam
- 2009 Promotion zum Dr. phil. an der Friedrich-Schiller-Universität Jena

## Schriften (Auswahl)
- mit Charlott Falkenhagen und Laurenz Volkmann: Internationalisierung des Lehramtsstudiums. Modelle, Konzepte, Erfahrungen. In der Reihe Kultur und Bildung Band 17. Ferdinand Schöningh, 2019. ISBN 978-3-506-72845-6
- mit Michael Meyer und Laurenz Volkmann: Teaching English, in der Reihe Bachelor-Wissen, Tübingen, Narr Francke Attempto, 2015 ISBN 978-3823368311
- mit Julia Hammer: Mit Webtools arbeiten, Themenheft der Reihe Der Fremdsprachliche Unterricht Englisch 128, 2014
- Utopia & Dystopia: Bright Future or Impending Doom?,  Viewfinder Reihe, München, Langenscheidt/Klett, 2011, ISBN 978-3526510406
- mit Laurenz Volkmann, Ines Detmers und Katrin Thomson: Local Natures, Global Responsibilities: Ecocritical Perspectives on the New English Literatures, Amsterdam und New York, Rodopi, 2010, ISBN 978-90-420-2813-5
- mit Maria Eisenmann und Laurenz Volkmann: Teaching the New English Cultures and Literatures, Heidelberg, Winter, 2010, ISBN 978-3825356194
- Beyond the “Imaginary Indian”: Zur Aushandlung von Stereotypen, kultureller Identität & Perspektiven in/mit indigener Gegenwartsliteratur, Heidelberg, Universitätsverlag Winter, 2009, ISBN 978-3825355036
- Teaching Films, In America, Whale Rider, Bend it like Beckham. Worksheets with Instructions & Answer Keys, in der Reihe explorations, Göttingen, Vandenhoeck & Ruprecht, 2007, ISBN 978-3-525-79006-9